# オリエントガラス
オリエントガラスとは、現在のシリア付近の西アジアで紀元前三千年頃から作られた世界最古と考えられるガラスであり、エジプト・メソポタミア文明の工芸の一つである。オリエントガラスはガラスの起源とされ、メソポタミア文明は世界で初めてガラスを作ったとされる。最古のガラスであるオリエントガラスを発明したアッシリアで作られたガラスには、 現代の科学技術をもっても困難である熱膨張率の異なるガラスを一つに融かしあわせることに成功しており、メソポタミアのガラス工芸のレベルの高さが窺える。メソポタミアで進歩したオリエントガラスの技術は、エジプトに伝えられエジプト王国の文化を醸成した。また、アッシリアの滅亡以後にシルクロードを経由してガラスの製法は中国にも伝わったとされる。メソポタミアで発明されたガラスは、東西に伝わり世界のガラス製造の源流である。

## オリエントガラスの技法
オリエントガラスは後に繁栄したローマガラスと製法が異なり、コアガラス技法によって作られた。コアガラス技法でのガラスの作成は困難であり大量に生産するのには向かなかったが、紀元前後に現在のシリア付近で吹きガラス技法が発明されるまでコアガラス技法でガラスは作られていた。コアガラス技法では、融解したガラスを粘土芯にひたすか巻きつけるかして、ガラスが冷え固まった後に芯を取り出してガラス容器を作る方法である。他にも、鋳造と冷却カットがオリエントでは開発された。新しい技法は、フェニキアの発展とともにガラス工芸を発展させ、多彩なガラスが普及した。また、技法はエジプトにも伝わり、ガラスで作られたミイラの頭支えがツタンカーメン王の墳墓から出土しておりエジプト文明の文化の大成を引き起こした。

## 化学組成とアルカリ源
オリエントガラスはソーダガラスに分類され、砂とアルカリによって作られた。砂により主成分のシリカを、フラックスとしてアルカリを使用したソーダガラスは、使用されるアルカリは変化している。植物灰による植物灰ガラスと天然ソーダによるナトロンガラスに大別される。メソポタミアでは植物灰による植物灰ガラスが作られたとされ、天然ソーダを得やすいエジプトではアルカリとして天然ソーダを使ったナトロンガラスが作られた。このうち、メソポタミアで作られた植物灰ガラスはシリカに富みナトリウムに乏しい化学組成が特徴である。アルカリはシリカが低温で融解しやすくするためのフラックスとして使われるために、シリカに富みナトリウムに乏しいガラスを作ったメソポタミアのガラス溶解技術の高さがうかがえる。後に、古代暗黒時代をえてメソポタミアでもナトロンガラスが作られるようになり、植物灰ガラスによく含まれていたマグネシウム・カリウムは少なくなった。